# Lost Highway (opera)
Lost Highway is een soort opera van de Oostenrijkse componiste Olga Neuwirth. Zij baseerde haar theaterstuk op de gelijknamige film van David Lynch. Neuwirth staat er om bekend dat zij andermans kunstwerken recycleert tot muziekstukken; ze heeft bijvoorbeeld ook al beelden en andere films vertaald naar muziek. Het libretto is van Elfriede Jelinek. De Amerikaanse première vond plaats in New York in 2007.
De film Lost Highway heeft een tijd lang meer vragen dan antwoorden opgeleverd. En Lynch laat de lezer in het programma bij de uitvoering in het ongewisse. Er worden enkele duidingen gepresenteerd waardoor de inhoud van de film duidelijker zou moeten worden. Maar doordat een heleboel meningen elkaar overlappen of juist tegenspreken, is een definitieve uitleg ook hier niet voorhanden.
De film is overgezet naar een totaalcompositie; de uitvoering geschiedt door middel van videosystemen, solisten, tape en kamerorkest. Wat uitvoering betreft is de muziek in combinatie met tape net zo raadselachtig als de film. De solisten zingen niet (het is geen opera) maar declameren de tekst als bij een toneelvoorstelling; pas in de laatste scènes komt een zangstem voor. De muziek is uiterst avantgardistisch, zoals gebruikelijk bij Neuwirth.

## Bron en discografie
- Uitgave Kairos; solisten, Klangforum Wenen o.l.v. Johannes Kalitze.

## Hybride
- Het werk is uitgegeven op een Hybride CD; Neuwirth raadt aan het ook op die manier te beluisteren, ze vergelijkt een gewone beluistering als kijken naar een kleurig schilderij aan de hand van een zwart-witfoto.